# اچ‌ام‌اس کنیا (۱۴)
اچ‌ام‌اس کنیا (۱۴) (به انگلیسی: HMS Kenya (14)) یک کشتی بود که طول آن ۱۶۹٫۳ متر (۵۵۵ فوت) بود. این کشتی در سال ۱۹۳۹ ساخته شد.